# Calesia simplex
Calesia simplex là một loài bướm đêm trong họ Erebidae.